# Petenia splendida
Petenia splendida es una especie de peces de la familia Cichlidae en el orden de los Perciformes.

## Morfología
Los machos pueden llegar alcanzar los 50 cm de longitud total.

## Hábitat
Vive en zonas de clima tropical  entre 26 °C-30 °C de temperatura.

## Distribución geográfica
Se encuentran en Centroamérica: vertiente atlántica desde el río Grijalva hasta el río Usumacinta (México, Guatemala y Belice), especialmente en la mayoría de cuencas y ríos del departamento del Peten en Guatemala.